# VNG
Thành lập năm 2004, VNG sở hữu hệ sinh thái sản phẩm và dịch vụ công nghệ tại Việt Nam, với danh mục đa dạng gồm bốn nhóm chính: trò chơi trực tuyến, Zalo & AI, thanh toán điện tử và chuyển đổi số. Công ty định vị sứ mệnh là “Kiến tạo Công nghệ và Phát triển Con người. Từ Việt Nam vươn tầm thế giới”. Các sản phẩm của VNG đã góp phần thay đổi trải nghiệm số và cách người dùng tương tác trên các nền tảng công nghệ. Tính đến năm 2024, VNG có 3.324 nhân viên làm việc tại chín thành phố trên toàn cầu.

## Lịch sử

### Giai đoạn PC Internet (2004–2011)
Năm 2004, VNG được thành lập dưới tên gọi Vinagame, khởi nghiệp với lĩnh vực phát hành trò chơi trực tuyến và là một trong những đơn vị tiên phong trong thị trường game nhập vai trên PC tại Việt Nam. Vào năm 2005,  VNG ký hợp đồng với Kingsoft để phát hành Võ Lâm Truyền Kỳ tại Việt Nam. Trò chơi nhanh chóng trở thành hiện tượng, ghi nhận 300.000 người chơi truy cập cùng lúc sau một tháng ra mắt. Trong giai đoạn này, VNG phát triển thêm hệ sinh thái PC như cổng thông tin Zing, nền tảng giải trí trực tuyến Zing Me và các dịch vụ nội dung số. Năm 2010, công ty chính thức đổi tên thương hiệu thành VNG.

### Giai đoạn Mobile Internet (2012–2017)
Năm 2012, VNG ra mắt Zalo, ứng dụng nhắn tin và mạng xã hội đầu tiên của Việt Nam, nhanh chóng đạt được hàng chục triệu người dùng. Một năm sau, công ty gia nhập lĩnh vực fintech với sản phẩm Zalopay, đánh dấu bước mở rộng sang thanh toán điện tử trên di động. Năm 2014, VNG được định giá trên 1 tỷ USD, trở thành kỳ lân (tài chính) công nghệ đầu tiên của Việt Nam. Tới năm 2017, VNG ký kết biên bản ghi nhớ (MOU) với Sàn giao dịch chứng khoán NASDAQ (Hoa Kỳ) nhằm chuẩn bị cho kế hoạch niêm yết quốc tế.

### Giai đoạn Cloud (2018–2021)
Năm 2018, VNG ra mắt VNG Cloud, chính thức mở rộng sang lĩnh vực điện toán đám mây và giải pháp hạ tầng số. Một năm sau, VNG chính thức khai trương trụ sở chính VNG Campus tại Thành phố Hồ Chí Minh. Đặt khát vọng mới "Kiến tạo Công nghệ và Phát triển Con người. Từ Việt Nam vươn tầm thế giới" và 3 giá trị cốt lõi: Đón nhận Thách thức, Phát triển đối tác, và Gìn giữ chính trực. VNG được quỹ Temasek của cơ quan Chính phủ Singapore định giá 2,2 tỷ USD. Trong cùng giai đoạn, VNG phát triển mảng Chuyển đổi số (Digital Business) với các sản phẩm và dịch vụ phục vụ khách hàng doanh nghiệp xoay quanh ba nhóm chính gồm: điện toán đám mây và dịch vụ CNTT; AI Cloud; và bảo mật.

### Giai đoạn AI (2022 đến nay)
VNG bắt đầu tập trung phát triển các sản phẩm và nền tảng ứng dụng trí tuệ nhân tạo, bao gồm hệ sinh thái Zalo AI với các sản phẩm như Kiki Auto, KiLM, VMLM; dịch vụ và hạ tầng AI Cloud thông qua GreenNode; mô hình tạo sinh hình ảnh Artian. Năm 2023, VNG nộp hồ sơ đăng ký F-1 với Ủy ban Chứng khoán Hoa Kỳ, đồng thời cổ phiếu VNZ chào sàn UpCom Việt Nam với thị giá cao nhất thị trường. Một năm sau, VNG theo đuổi chiến lược AI-first, VNG khai trương hạ tầng AI Cloud quy mô lớn đầu tiên – GreenNode AI Cloud – tại Bangkok, Thái Lan; hợp tác với ST Telemedia Global Data Centres (STT GDC) để phát triển và vận hành các trung tâm dữ liệu tiêu chuẩn thế giới; đồng thời tích hợp AI cho nhiều tính năng trên Zalo.

## Thành tựu nổi bật

### Khen thưởng Nhà nước
- Bằng khen của UBND TP.HCM (2013)[10]
- Huân chương Lao động hạng Ba (2014)[11]
- Bằng khen của Thủ tướng Chính phủ (2014)[12]
- Bằng khen của Liên đoàn Lao Động TP.HCM (2017)[13]
- Bằng khen của Bộ trưởng Bộ Thông tin & Truyền thông cho Zalo (2020)[14]
- Giấy khen từ Giám đốc Công an TP.HCM cho Zalo (2023)[15]
- Bằng khen của Ủy ban Mặt trận Tổ quốc Việt Nam tỉnh Nghệ An cho Zalo (2024)[16]